# 10年櫻
《10年樱》（日语：／ Jūnen Zakura */? ）是日本女子偶像團體AKB48的第11张单曲，通常盘与剧场盘两种式样分别由You，Be Cool!/KING RECORDS与NEW KING RECORDS在2009年3月4日发售。Center（中心成員）由前田敦子、松井珠理奈擔當。

## 概要
本作为AKB48移籍至King Records之后所发行的第二張单曲。單曲分為通常盤・劇場盤。與前作《大声钻石》的劇場盤不同，本作的劇場盤只附CD。然而，之後單曲的劇場盤都只附CD。
本作继续设置广告标语，内容为“2019年，我会在哪里，在做什么呢？”（2019年、僕はどこで 何をしているのだろう?）。
继前作之后，本作的作曲及编曲均再次由井上義正担任。区别于AKB48之前的樱花主题曲目，本作的曲调较快。开头部分的旋律系改编自日本传统的毕业季曲目。
本作的首周销量达6.6万枚，创下自身最高销量纪录。总销量达12.5万枚，共计登榜61周。
藤江麗奈、倉持明日香、松井玲奈首次进入选拔组。而前作的选拔成员中，除了於2009年2月27日畢業的川崎希外，佐藤由加理和秋元才加均落選。宮澤佐江由于部分原因未能完整参加PV拍摄，仁藤萌乃作为替补参加。

## MV
本作的DVD中附带了音乐影片（PV）。拍摄时间为2008年底，地点为静冈县西伊豆町。
继前作之后，本作的PV导演再次由高桥荣树担任，并以短剧的形式呈现。世界观也与前作基本相同，以架空的“松岗女子高等学校”为舞台。
设定上，全剧分为了两个时间点，分别为2009年的“毕业禮当天”与2019年的“再会场景”，并以歌唱的影像交叉其中。
在2009年的时间点中，扮演学生的高橋南向另一名学生（前田敦子飾演）写了一封信，最后写道“如果可以的话，如果大家都还有记着我的事的话……10年后再相见吧”。而2019年这一时间点的设定为10年后的毕业生们按照“信中的约定”再次返回。除上述两人之外，还有大島優子、板野友美、小嶋陽菜和渡辺麻友这四人演出。
至于在全剧中高橋南究竟是一个怎样的角色，导演高桥荣树表示这是他特意做的设计，即通过让高桥自己也不甚了解其本人的角色设计，以“让观众自由诠释”。
值得一提的是，本作是全日本首个全程以单反相机（Canon EOS 5D Mark II）进行拍摄的PV作品。

## 媒體使用
10年樱
- 「DMM.com」广告曲目
- 富士电视台联播网《第30回纪念 まつえ女士半程马拉松》形象曲目
- 中京电视台《SAKAE TA☆RO》3月度片尾曲

## 收录曲目

### 通常盤
CD
1. 《10年樱》（10年桜）
（作词：秋元康，作曲、编曲：井上義正（日语：井上ヨシマサ））
2. 《在樱花色的天空之下》（桜色の空の下で）
（作词：秋元康，作曲：上杉洋史，编曲：野中"まさ"雄一）
3. 《10年樱》（off vocal ver.）
4. 《在樱花色的天空之下》（off vocal ver.）

DVD
1. 《10年桜》Video Clip
2. Making of 《10年樱》
3. 特典影像1 永久保存版“接吻”影像
4. 特典影像2 SKE48后台影像

特典（仅限初回出货分）
- 全国握手会参加券/神秘活动抽奖券（一券两用，仅限单一用途）

### 劇場盤
CD
1. 《10年樱》
2. 《在樱花色的天空之下》
3. 《10年樱》（off vocal ver.）
4. 《在樱花色的天空之下》（off vocal ver.）

特典
- 个别握手会参加券
- 生写真1枚

## 選拔成員

### 10年樱
（中心成员：前田敦子、松井珠理奈）
- Team A：板野友美、大島麻衣、北原里英、小嶋陽菜、篠田麻里子、高橋南、藤江麗奈、前田敦子、峯岸南、宮崎美穗
- Team K：大島優子、小野惠令奈、河西智美、倉持明日香、宮澤佐江
- Team B：柏木由紀、指原莉乃、渡邊麻友
- SKE48 Team S：松井珠理奈、松井玲奈

### 在樱花色的天空之下
（中心成员：前田敦子）
- Team A：板野友美、大島麻衣、北原里英、小嶋陽菜、篠田麻里子、高橋南、藤江丽奈、前田敦子、峯岸南、宮崎美穂
- Team K：大島優子、小野惠令奈、河西智美、倉持明日香、宮澤佐江
- Team B：柏木由紀、指原莉乃、渡辺麻友